# Palmitoylethanolamide
Palmitoylethanolamide (PEA), ook wel N-(2-hydroxyethyl)hexadecanamide of palmidrol genaamd, is een lichaamseigen vetzuur-amide. Het is een stof die in lichaamscellen geproduceerd wordt en daar fysiologische functies heeft die samenhangen met evenwicht in de biochemische en biofysische processen (homeostase), te vergelijken met vitamine D en alfa-liponzuur. PEA bindt aan een aantal receptoren, zoals de TRPV1-receptor en de peroxisoomproliferatorgeactiveerde receptoren (PPAR) en werkt daardoor waarschijnlijk pijnstillend en ontstekingsremmend. Het is sinds 2012 nergens meer als geregistreerd geneesmiddel verkrijgbaar. Sinds 2006 is het in twee landen (Italië en Spanje) als dieetvoeding voor medisch gebruik in de handel en elders als voedingssupplement.

## Geschiedenis
De geschiedenis van de beschikbaarheid van dit middel startte in Tsjecho-Slowakije, ongeveer een halve eeuw geleden, toen men ontdekte dat palmitoylethanolamide ingezet kon worden bij de behandeling en preventie van griep en verkoudheden. De stof was in die tijd als geneesmiddel bekend onder de handelsnaam Impulsin. Het middel werd onder die naam door de farmaceutische industrie Spofa in de handel gebracht aan het eind van de jaren zestig van de 20e eeuw. Impulsin verdween echter na ruim 10 jaar van die markt, omdat de grondstofproducent in Tsjecho-Slowakije stopte met de productie. Het was inmiddels ook geïntroduceerd in Spanje als Palmidrol door de firma Almirall, in 1976, waar het eveneens ingezet werd bij de behandeling en preventie (profylaxe) van griep en verkoudheid.
In de jaren negentig werd de relatie tussen het lichaamseigen anandamide en PEA voor het eerst beschreven en werd de remmende invloed van PEA op mestcellen (mastocyten) aangetoond door Nobelprijswinnares Rita Levi-Montalcini. Haar groep maakte toen aannemelijk dat het werkingsmechanisme van PEA verliep via het remmen van overactieve mestcellen, onder meer omdat men ontdekte dat met PEA pijngedrag in diermodellen (muizen en ratten) kon worden verminderd op een dosisafhankelijke wijze. Eerder, in 1975, hadden Tsjechische artsen al gemeld — in een ingezonden brief aan de Lancet — dat palmitoylethanolamide een pijnstillende stof was bij gewrichtspijnen, en dat 1,8 gram per dag een werking had vergelijkbaar met die van 3 gram aspirine per dag.
Rond 2006 werd aangetoond dat de stof door zijn invloed op de NR1C1 celkernreceptor de biochemische reacties kan afremmen die leiden tot pijn en ontsteking. De belangstelling van farmacologen en clinici voor de werking van deze endogene modulator nam toe en in 2012 werd in Napels het eerste internationale congres over PEA georganiseerd, waar meer dan 100 internationale wetenschappers de werking van dit molecuul bespraken.
De medische database Pubmed bevatte in augustus 2019 ruim 750 wetenschappelijke artikelen over palmitoylethanolamide.

## Werkingsmechanisme
Er zijn een groot aantal resultaten gepubliceerd in deze eeuw waaruit blijkt dat palmitoylethanolamide werkt via het beïnvloeden en reguleren van een bepaalde receptor in de celkern, de Peroxisome Proliferator-Activated Receptor α. Zowel acute effecten als modulerende effecten die optreden na dagen tot weken worden verklaard vanuit dit werkingsmechanisme. Niet alleen de anti-inflammatoire en pijnstillende werking van palmitoylethanolamide wordt via de interactie met deze receptor verklaard, ook de zenuwbeschermende werking, zoals in 2012 gevonden werd in een model voor de ziekte van Alzheimer. Als deze receptor door het lichaamseigen palmitoylethanolamide wordt gestimuleerd, dan heeft dat een remmende invloed op het ontstaan van allerlei ontstekings- en pijnmediatoren.
De laatste jaren groeit het inzicht in het werkingsmechanisme van PEA door dierexperimentele en klinische studies, en er zijn aanwijzingen dat zowel voor huisdieren (katten, honden, paarden) als voor de mens de stof zinvol kan zijn. Recent bleek uit dierstudies dat PEA de schade door reperfusie na shock van de nier kan tegengaan. De zogenaamde shocknier is een probleem waar in de kliniek nog geen goed antwoord op is gevonden. Behandeling van PEA tijdens shock bleek een positieve invloed te hebben op creatinine, γGT, AST, nucleaire translocatie van de NF-κBp65 factor; nier MPO activity en MDA concentraties, nitrotyrosine, PAR, de expressie van de adhesiemoleculen, de infiltratie en activatie van mestcellen en apoptosis.
Inmiddels zijn er vele tientallen studies verricht naar de werkzaamheid en de veiligheid van PEA bij chronische pijnen en ontstekingen. Ook het moleculaire werkingsmechanisme is onderzocht en er is een aantal klinische studies gepubliceerd. Uit klinische studies bij mensen en huisdieren (hond en kat) blijkt PEA een duidelijk pijnstillend en ontstekingsremmend effect te hebben. Vergelijkbare vetachtige lichaamseigen stoffen zoals anandamide en oleamide blijken met PEA een synergetisch effect te hebben in modellen van chronische en neuropathische pijnen.

## Waarde
Lichaamseigen stoffen uit de groep van palmitoylethanolamide hebben belangrijke biologische functies bij veel verschillende organismen, niet alleen bij de mens. Dat komt doordat deze stoffen al vele miljoenen jaren geleden ontwikkeld zijn als modulatoren bij primitieve dieren, de zeekomkommers en de zeesterren, voorlopers van de gewervelde dieren. Al vroeg in de embryologische ontwikkeling van deze primitieve organismen worden palmitoylethanolamideachtige moleculen en hun receptoren aangemaakt. Het systeem van deze endogene regulerende moleculen is in de evolutie verder ontwikkeld en is een belangrijk sturend systeem geworden in alle gewervelden, waaronder de mens.
Naar palmitoylethanolamide is veel onderzoek gedaan. Van inname van dit lichaamseigen molecuul zijn geen ernstige bijwerkingen bekend, noch storende interacties met andere middelen. Het wordt gezien als mogelijke verrijking van het arsenaal aan pijnstillers en ontstekingsremmers. In de Verenigde Staten onderzoekt onder andere het voedingsmiddelenconcern Nestlé de stof. Er zijn dubbelblinde studies opgezet om de waarde van PEA als 'nutritional factor' of 'neutraceutical' te bepalen bij chronische darmontstekingen. Vanaf 2010 zijn er klinische studies gepubliceerd, alsmede verslagen van patiëntervaringen. Op basis van een grote dubbelblindstudie bleek dat de Number needed to treat (NNT) van PEA bij herniapijnen 1,5 was. Ook kleinere studies ondersteunen de veronderstelling dat PEA werkzaam en veilig is. Klinische ervaringen met Nederlandse patiënten, behandeld met PEA zijn in 2012 gepubliceerd. Ten slotte zijn er studies die suggereren dat PEA werkzaam is tegen griep en verkoudheid.